# Onthophagus ragazzii
Onthophagus ragazzii là một loài bọ cánh cứng trong họ Bọ hung (Scarabaeidae).